# 敦賀発電所
敦賀発電所（つるがはつでんしょ）は、福井県敦賀市明神町にある日本原子力発電の原子力発電所。特に1号機は日本最初の軽水炉で、商用炉として最初に発電を開始した同じ日本原子力発電の東海発電所に続く2番目の商用発電所である。2012年1月の時点で1号炉は世界で7番目に古かった。

## 施設概要
通称は「げんでん敦賀」。敦賀半島北部に位置する原子力発電所で、福井県で初めて開設された発電所でもある。また日本原子力研究開発機構の新型転換炉「ふげん」（廃炉）が敦賀発電所に隣接している。この他、敦賀発電所から20km圏内には、日本原子力研究開発機構の高速増殖炉「もんじゅ」や関西電力の美浜発電所も位置している。
発電所施設は敦賀半島東側の浦底湾に面しており、発電所近くにはPR施設「敦賀原子力館」が設置されている。また敦賀発電所は、日本で唯一沸騰水型軽水炉と加圧水型軽水炉の形式が異なる2種類の原子炉を運用している発電所でもある。
敦賀発電所で発電された電力は、関西・中部・北陸の各電力会社へ売電されている。

## 沿革

### 立地決定まで
日本原子力発電（以下「原電」）の発電所は当初、旧坂井郡川西町（現福井市）の三里浜地区に建設される予定であったが、地質上、発電所建設に向かないものとして川西町内での設置を断念し、敦賀半島で建設計画が進められた。
- 1961年9月18日 - 川西町議会、三里浜地区に原電第2発電所の誘致を決議。
- 1962年3月3日 - 福井県議会、三里浜地区に発電所誘致を決議。
- 1962年5月 - 当時の福井県知事北栄造、敦賀市長および美浜町長に発電所計画への協力を依頼。翌月、原電は三里浜地区への建設を正式に断念。
- 1962年9月21日 - 敦賀市議会、原子力発電所の誘致を決議。
- 1962年11月9日 - 敦賀発電所建設予定地を敦賀半島尖端部に決定。調査していた敦賀市と美浜町の2地点のうち、敦賀市側は原電、美浜町側は関西電力が開発を進めることを決定。

### 発電所開設・運転開始まで
- 1965年1月19日 - 原電、第2発電所の名称を敦賀発電所にすることを決定。
- 1965年10月11日 - 1号機の原子炉設置許可申請。
- 1966年4月22日 - 敦賀発電所原子炉設置許可、敦賀発電所建設工事着工。
- 1966年5月14日 - 1号機の購入契約を米国GE社と締結。
- 1969年10月3日 - 1号機、初臨界に達する。
- 1970年3月14日 - 敦賀発電所営業運転開始。

### 発電所開設以降
- 1979年10月3日 - 2号機の原子炉設置変更許可を申請。
- 1981年4月18日 - 1号機内の一般排水路から放射性物質漏えい事故が発生した。
- 1981年6月17日 - 通商産業省、1号機に対し6か月の運転停止を命令。
- 1982年4月20日 - 2号機、本工事に着手。
- 1987年2月17日 - 2号機、営業運転開始。
- 1993年3月19日 - 敦賀市議会、3号機・4号機増設の陳情を決議。
- 1993年12月6日 - 敦賀市議会、原子炉増設に対する住民投票条例案を否決。
- 2002年1月17日 - 原電、環境影響評価書を福井県などに提出。翌月、第1次公開ヒアリングが開催された。
- 2002年8月2日 - 3号機および4号機、国の電源開発基本計画への組み入れを決定。
- 2004年3月30日 - 3号機および4号機の原子炉設置変更許可を申請。
- 2004年7月2日 - 3号機および4号機の準備工事に着手。
- 2015年3月17日 - 1号機の廃炉を決定[2]。
- 2015年4月27日 - 1号機を運転停止し、法的に正式に廃止の方針が発表された[3]。
- 2017年2月10日 - 原子力規制委員会が「敦賀発電所1号炉に係る廃止措置計画認可申請」を受理。
- 2017年4月19日 - 原子力規制委員会が1号機の廃炉を認可。[4]
- 2020年12月15日 - 日本原電による敦賀2号機資料書き換え問題について原子力規制委員会が、日本原電本店への立ち入り検査を終えた。原電が社内調査をやり直すことで合意[5]。
- 2021年7月19日 - 上記の社内調査の結果、原電は原子力規制委員会に対し、「書き換えてはいけないという認識がなかった」などと報告。現場担当者らの判断で書き換えられたのであって、経営層は説明されていないとするもの[6]。
- 2021年8月18日 - 信頼性が失われたものとして、原子力規制委員会は審査の中断を決定[7]。
- 2024年8月28日 - 敦賀2号機の原子炉の直下の活断層を否定できないこと、そして新規制基準に適合しないとする審査書案について、原子力規制委員会が了承。すなわち、「不許可」とする処分書案を示し、再稼働を認めず審査を終えた[8]。
- 2024年11月13日 - 原子炉直下の活断層を否定できないため、敦賀2号機は新規制基準に適合しない、とする審査書を原子力規制委員会は正式決定した。2号機について再稼働を認めない不許可処分である。[9]。

## 発電設備
|       | 原子炉形式           | 主契約者   | 定格電気出力 | 定格熱出力 | 運転開始日    | 設備利用率 （2009年度） | 現況                  |
| ----- | -------------------- | ---------- | ------------ | ---------- | ------------- | ----------------------- | --------------------- |
| 1号機 | 沸騰水型軽水炉       | GE         | 35.7万kW     | 107万kW    | 1970年3月14日 | 30.5%                   | 廃炉（2015年4月27日） |
| 2号機 | 加圧水型軽水炉       | 三菱重工業 | 116万kW      | 342.3万kW  | 1987年7月25日 | 91.6%                   | 定期点検中            |
| 3号機 | 改良型加圧水型軽水炉 | 三菱重工業 | 153.8万kW    | 446.6万kW  | 未定          | -                       | 建設準備中            |
| 4号機 | 改良型加圧水型軽水炉 | 三菱重工業 | 153.8万kW    | 446.6万kW  | 未定          | -                       | 建設準備中            |

3、4号機は、三菱重工業が世界で初めて開発する改良型加圧水型軽水炉が導入される予定。また、敦賀発電所で想定される地震の強さは800Gal、津波の高さは2.8m。
各発電設備の売電割合は次の通り。
- 1号機 - 関西電力：50%、中部電力：40%、北陸電力：10%
- 2号機 - 北陸電力：34%、関西電力・中部電力：各33%

## 敦賀1号炉と大阪万博
日本最古の軽水炉と知られる敦賀1号炉は大阪万博の開会式の日に営業運転を開始し、万博会場へ初送電したことでも知られる。開会式のときには「原子力の灯がこの万博会場へ届いた」とアナウンスされ日本の原子力へのパイオニアとなった。これは日本とGEの技術者が万博へ原子力の灯を送りたいとの想いがあったとされる。初臨界を達成したのち、スクラムなどの様々な試験を行った後、1970年の3月10日午前12時より連続100時間全力試運転を行い、3月14日午前4時に営業運転の条件である100時間全出力運転の目標を達成、大阪万博に間に合わせる形でそのまま営業運転に入った。このとき、原発中の何人かの職員が中央制御室に集まり、目標達成したとき万歳三唱の後皆が涙を流したという。
この後、また美浜発電所1号炉も追いかける形で8月に大阪万博へ電気を送った。8月8日に1万kW発電を行い、万博会場へ初の送電。このときも電光掲示板に「美浜発電所からの原子力の灯が会場に届いた」と表示、またアナウンスされ話題となっている。その後様々な試験を行い、11月に営業運転に入っている。
なお敦賀、美浜両機とも、沸騰水型（敦賀）、加圧水型（美浜）とそれぞれ炉形式上の日本最古の軽水炉となっていたが、敦賀の1号機は2015年4月27日に廃炉された。

## リスク

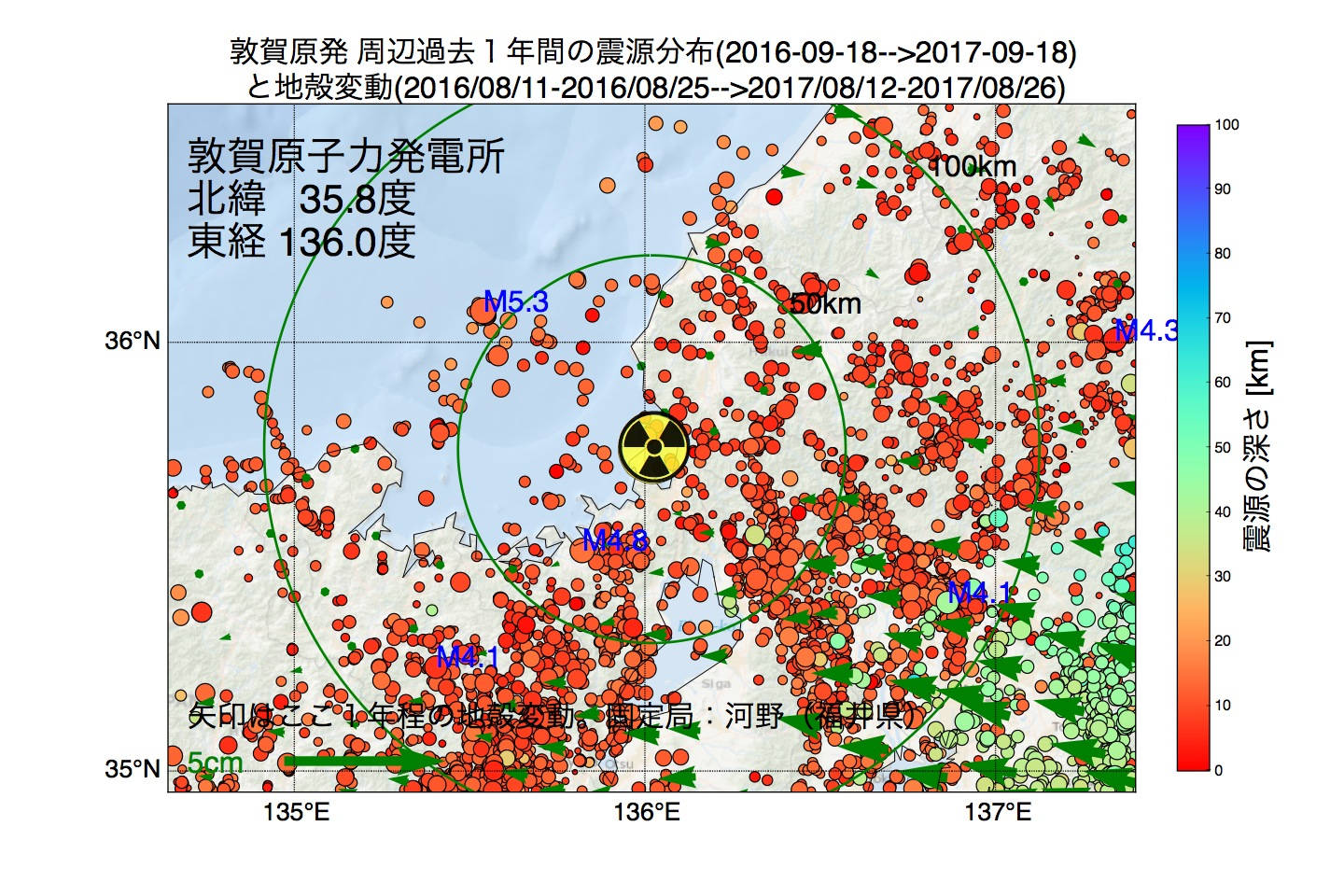
敦賀原子力発電所周辺の過去１年間の地震の震源分布と地殻変動（防災科学技術研究所 Hi-net 高感度地震観測網の地震データと国土地理院の電子基準点の位置データより作成）

敦賀発電所1、2号機の敷地内には破砕帯(古くもろい断層)が、少なくとも約160本存在する。また、活断層の浦底―柳ケ瀬山断層帯（浦底断層）が通っている。また、2号機の真下にある亀裂も活断層である可能性があり、原子力安全・保安院は調査を求めた。なお、国の原子力発電所の耐震設計指針によると、活断層の真上に重要設備の設置は認められていない。すなわち、この亀裂が活断層と確定すれば、2号機は廃炉とされる可能性がある。
2012年後半から敦賀原発の敷地の地層を調査していた原子力規制委員会の専門家チームは12月1日、浦底断層について「非常に活動的」との見方でほぼ一致した。
2012年12月10日、原子力規制委員会の専門家調査団が原子炉直下にある断層（破砕帯）を活断層の可能性が高いと判定した。
2013年5月15日、原子力規制委員会の専門家調査団は2号機直下にある断層（破砕帯）は「活断層である」と断定する評価報告書を正式にまとめた。2号機は廃炉に向かう可能性が濃厚となった。
2015年4月27日、1号機を運転停止し、法的に正式に廃止とする方針が発表された。
2024年7月26日、原子力規制委員会の審査チームは2号機について、原発の安全対策を定めた「新規制基準」に適合しているとは認められないとの見解をまとめた。

## 過去の主なトラブル
- 1981年4月
  - 福井県の定期モニタリング調査で、海藻から異常に高い放射能が検出された。調査の結果、敦賀発電所一号機の一般排水溝から放射性物質が漏洩したことが分かった。漏れた放射性物質はコバルト60であり、平常時の約10倍の量が検出された。さらに調査を進めたところ、一般排水路の出口に積もった土砂からも高濃度のコバルト60とマンガン54が検出された。しかし、一般排水路は放射能とは関係のない配水系統であり、ここからは放射性物質が検出されるはずがない場所であった。結局、放射性物質が検出された原因は、原子力安全委員会の調査によると放射性廃棄物処理旧建屋の設計・施工管理上の問題に、運転上のミスが重なったからとされた[22]。
  - しかし、コバルト60とマンガン54が検出された原因は、この漏出が判明する前月に大量の放射性廃液がタンクからあふれるという事故が起きていたからであった[23]。そして敦賀発電所はその事実を隠蔽していたことも同時に明らかとなった。つまりいわゆる「事故隠し」が行われていたのであった。この「事故隠し」によって、これ以降の日本での原子力発電に対する不信感が大きく芽生えるきっかけになったと考えられている[24][25]。
- 1996年12月24日、敦賀2号機で化学体積制御系エルボの製造に問題があり、一次冷却水ホウ酸水が漏洩したため、原子炉を手動停止した[26]。
- 1997年10月24日、敦賀1号機、制御棒1本の動作不良で原子炉手動停止。国際原子力事象評価尺度（INES）はレベル1。原因は制御棒の製造不良だった[27]。
- 1999年7月12日、敦賀2号機の再生熱交換器から大量の1次冷却水漏れ。原子炉手動停止。国際原子力事象評価尺度（INES）はレベル1。[28]
- 1999年12月9日、定期検査中シュラウドサポートに300か所のひび割れを発見し改修[29]。
- 2003年9月9日、2号機加圧器逃し弁の溶接部から漏洩[30]。
- 2010年7月21日、日本原子力発電は、敦賀1号機で、再循環ポンプなどの溶接部分について点検が一度も行われていなかったことが明らかになったと発表した。その溶接部分は、冷却水を炉心に送り込む原子炉再循環ポンプや原子炉圧力の排水用配管の弁などである。第33回定期検査（2011年に実施する予定）で再循環ポンプ系の配管を取り替える工事の準備段階で判明したという。
- 2011年1月24日、経済産業省の原子力安全・保安院は、敦賀1号機で、複数ある緊急炉心冷却システムの1つが機能しない状態で約1か月間運転していたとして、日本原子力発電を厳重注意した[31]。2010年12月の検査時には正常に動作していたが、2011年1月の検査では正常に動かなかった[31]。
- 2011年5月2日、敦賀2号機の1次冷却水で放射能濃度上昇[32]。
- 2011年5月7日、敦賀2号機原子炉手動停止[33]。
- 2011年5月9日、敦賀2号機 放射性ガス漏洩[34]。
- 2011年6月3日、日本原子力発電は、敦賀2号機で5月8日に排気筒から微量の放射性ガスが漏れた問題で、放射性ガスが通る配管に33カ所の微小な穴が開いていたこと、及び、1987年の運転開始以来、この配管の点検をしていなかったことを明らかにした[35]。

## 1号機延命措置への模索と廃炉の決定
日本最古の商用炉である1号機は、本来、2009年12月に役割を終え廃炉にする予定であったが、3号機および4号機の設置が遅れたことから運転期間の延長が模索されてきた。日本原子力発電は、老朽化を踏まえた保守管理方針を策定した上で、運転の継続を経済産業省原子力安全・保安院に申請。2009年8月3日に申請が認められたことから、2016年までの延長運転に備えた準備が進められていた。
しかし、1号機は出力が相対的に小さいうえ、最長60年の延長運転を可能とするために必要な、設備の劣化具合を調べる審査を通るには1千億円単位の安全対策の工事費用がかかることから、2015年4月27日には正式に運転を停止し、廃炉とする方針が決まった。
2017年4月19日、原子力規制委員会が1号機の廃炉を認可した。今後は廃炉に向けて、使用済み核燃料プールからの燃料取り出しや、原子炉本体や周辺設備の解体などがあり、最終的にはすべての施設を撤去することになっているが、数百億円の費用が必要で、廃炉完了までに30年程度かかると見込んでいる。加えて、解体で出る放射性廃棄物の処分方法は決まっておらず、処分地を決める議論もほとんど進んでいないことから、想定通り進まない可能性もある。